# Leonit Abazi
Leonit Abazi (Gnjilane, 5 luglio 1993) è un calciatore kosovaro naturalizzato albanese, centrocampista svincolato.

## Biografia
Nato a Gjilan, nell'allora provincia autonoma jugoslava del Kosovo.

## Carriera

### Club
Ha giocato nella prima divisione albanese ed in quella kosovara.

### Nazionale
Debutta con la nazionale albanese Under-21 il 14 agosto 2013 nella partita valida per le qualificazioni ad Euro 2015, terminata con una sconfitta per 0-1 contro l'Austria.

## Statistiche

### Presenze e reti nei club
Statistiche aggiornate al 26 maggio 2021.
| Stagione          | Squadra           | Campionato        | Campionato | Campionato | Coppe nazionali | Coppe nazionali | Coppe nazionali | Coppe continentali | Coppe continentali | Coppe continentali | Altre coppe | Altre coppe | Altre coppe | Totale | Totale |
| Stagione          | Squadra           | Comp              | Pres       | Reti       | Comp            | Pres            | Reti            | Comp               | Pres               | Reti               | Comp        | Pres        | Reti        | Pres   | Reti   |
| ----------------- | ----------------- | ----------------- | ---------- | ---------- | --------------- | --------------- | --------------- | ------------------ | ------------------ | ------------------ | ----------- | ----------- | ----------- | ------ | ------ |
| 2013-2014         | Skënderbeu        | KS                | 5          | 0          | CA              | 0               | 0               | UCL+UEL            | 4+2                | 0                  | SA          | 1           | 0           | 12     | 0      |
| 2014-2015         | Skënderbeu        | KS                | 23         | 1          | CA              | 8               | 2               | UCL                | 0                  | 0                  | SA          | 1           | 0           | 32     | 3      |
| 2015-2016         | Skënderbeu        | KS                | 25         | 2          | CA              | 6               | 1               | UCL+UEL            | 2+6                | 0                  | SA          | 1           | 0           | 40     | 3      |
| 2016-2017         | Skënderbeu        | KS                | 2          | 0          | CA              | 4               | 0               | -                  | -                  | -                  | SA          | 1           | 0           | 7      | 0      |
| 2017-2018         | Skënderbeu        | KS                | 8          | 0          | CA              | 2               | 0               | UEL                | -                  | -                  | -           | -           | -           | 10     | 0      |
| 2018-2019         | Skënderbeu        | KS                | 30         | 0          | CA              | 6               | 1               | -                  | -                  | -                  | SA          | 1           | 0           | 37     | 1      |
| Totale Skënderbeu | Totale Skënderbeu | Totale Skënderbeu | 93         | 3          |                 | 26              | 4               |                    | 14                 | 0                  |             | 5           | 0           | 138    | 7      |
| 2019-2020         | Prishtina         | SL                | 21         | 1          | CK              | 5               | 1               | UEL                | -                  | -                  | -           | -           | -           | 26     | 2      |
| 2020-2021         | Prishtina         | SL                | 32         | 6          | CK              | 3               | 0               | UEL                | -                  | -                  | -           | -           | -           | 35     | 6      |
| 2021-2022         | Prishtina         | SL                | 0          | 0          | CK              | 0               | 0               | UCL+UECL           | 0+0                | 0                  | -           | -           | -           | 0      | 0      |
| Totale Prishtina  | Totale Prishtina  | Totale Prishtina  | 53         | 7          |                 | 8               | 1               |                    | 0                  | 0                  |             | -           | -           | 61     | 8      |
| Totale carriera   | Totale carriera   | Totale carriera   | 146        | 10         |                 | 34              | 5               |                    | 14                 | 0                  |             | 5           | 0           | 199    | 15     |

### Cronologia presenze e reti in nazionale
| Cronologia completa delle presenze e delle reti in nazionale ― Albania under 21 | Cronologia completa delle presenze e delle reti in nazionale ― Albania under 21 | Cronologia completa delle presenze e delle reti in nazionale ― Albania under 21 | Cronologia completa delle presenze e delle reti in nazionale ― Albania under 21 | Cronologia completa delle presenze e delle reti in nazionale ― Albania under 21 | Cronologia completa delle presenze e delle reti in nazionale ― Albania under 21 | Cronologia completa delle presenze e delle reti in nazionale ― Albania under 21 | Cronologia completa delle presenze e delle reti in nazionale ― Albania under 21 |
| Data                                                                            | Città                                                                           | In casa                                                                         | Risultato                                                                       | Ospiti                                                                          | Competizione                                                                    | Reti                                                                            | Note                                                                            |
| ------------------------------------------------------------------------------- | ------------------------------------------------------------------------------- | ------------------------------------------------------------------------------- | ------------------------------------------------------------------------------- | ------------------------------------------------------------------------------- | ------------------------------------------------------------------------------- | ------------------------------------------------------------------------------- | ------------------------------------------------------------------------------- |
| 14-8-2013                                                                       | Valona                                                                          | Albania under 21                                                                | 0 – 1                                                                           | Austria under 21                                                                | Qual. Europeo Under-21 2015                                                     | -                                                                               | 43’                                                                             |
| 9-9-2013                                                                        | Madrid                                                                          | Spagna under 21                                                                 | 4 – 0                                                                           | Albania under 21                                                                | Qual. Europeo Under-21 2015                                                     | -                                                                               |                                                                                 |
| Totale                                                                          |                                                                                 | Presenze                                                                        | 2                                                                               |                                                                                 | Reti                                                                            | 0                                                                               |                                                                                 |

## Palmarès

### Club

#### Competizioni nazionali
- Campionato albanese: 4

Skënderbeu: 2013-2014, 2014-2015, 2015-2016, 2017-2018
- Campionato kosovaro: 1

Prishtina: 2020-2021
- Coppa d'Albania: 1

Skënderbeu: 2017-2018
- Supercoppa d'Albania: 3

Skënderbeu: 2013, 2014, 2018
- Campionato kosovaro: 2

Prishtina: 2020-2021
Ballkani: 2022-2023
- Coppa del Kosovo: 1

Prishtina: 2019-2020
- Supercoppa del Kosovo: 2

Prishtina: 2020
Ballkani: 2023